# 5801-es mellékút (Magyarország)
Az 5801-es mellékút egy majdnem 30 kilométeres hosszúságú, négy számjegyű mellékút Baranya vármegye területén; Pécset köti össze az Ormánság egyik központjával, Vajszlóval. A régebben Pécstől különálló településnek számító Mecsekalján kanyarodik dél felé a 6-os főútról (Mecsekalja 1954 óta Pécs része). Ezután először Pellérdet érinti, majd Görcsönynél délnyugat felé fordul. Ezután Baksa következik, majd eléri az Ormánságot. A további települések: Bogádmindszent, Páprád és Vajszló.

## Nyomvonala
Pécs legnyugatibb fekvésű városrészei között ágazik ki a 6-os főútból, annak a 203+400-as kilométerszelvénye közelében, dél felé. Alig 300 méteren keresztül húzódik belterületen, Állomás utca néven, majd (szintben) keresztezi a Budapest–Pécs-vasútvonal és a Murakeresztúr–Szentlőrinc-vasútvonal közös szakaszának vágányait, Mecsekalja-Cserkút vasútállomás térségének keleti végénél. A síneket elhagyva már külterületen folytatódik, 1,2 kilométer megtételét követően pedig el is hagyja Pécset.
Pellérd határai közt folytatódik, a község első házait nagyjából egy kilométer után éri el, ott előbb Pécsi út, majd Dózsa György utca a települési neve. Majdnem pontosan a negyedik kilométerénél éri el a falu déli szélét, ugyanott beletorkollik kelet felől az 5816-os út, Pécs Megyer városrésze irányából. 7,2 kilométer után éri el a község déli határszélét, ahol nyugatabbi irányt vesz; bő fél kilométeren keresztül még a határvonalat követi, s csak azután lép a következő település, Görcsöny területére.
Először Keresztespuszta településrész mellett halad el – ugyanott kiágazik belőle egy-egy alsóbbrendű, burkolatlan út keleti irányban Gyód, nyugatra pedig Aranyosgadány felé –, majd 10,4 kilométer után eléri a község első házait; települési neve a központig Rákóczi utca. A központban, 11,2 kilométer megtételét követően áthalad egy körforgalmon, ahonnan nyugat felé halad tovább; ugyanebbe a körforgalomba kelet felől az 5828-as út torkollik bele, Szalánta irányából, dél felé pedig az 5814-es út indul Diósviszló-Harkány irányába. Az 5801-es a körforgalom után a Hársfa utca nevet viseli, áthalad egy kisebb hídon, mely 2010 óta Ganxsta Zolee nevét viseli, elhalad a görcsönyi templom és a Benyovszky-kastély mellett, és nagyjából 12,2 kilométer után kilép a községből.
13,8 kilométer után lépi át a következő település, Baksa határát, alig fél kilométer után pedig eléri a belterület keleti szélét is. Települési neve a keleti falurészben Rákóczi Ferenc utca, így ér el 14,7 kilométer után egy kereszteződést: észak felé az 5802-es út ágazik ki belőle Szentlőrinc irányába, dél felől pedig az 5812-es út torkollik bele, Ócsárd irányából. Innen az út előbb a Petőfi Sándor utca, majd s Hősök tere, a nyugati falurészben pedig a Szabadság utca nevet viseli. Kevéssel a 16. kilométere után hagyja maga mögött a falu utolsó házait, de még két elágazása is van baksai területen: a 16+500-as kilométerszelvénye táján kiágazik belőle az 5803-as út nyugatnak, Magyarmecske felé, 17,4 kilométer után pedig az 58 121-es számú mellékút délkelet felé, Tengeri község kiszolgálására.
A 18+250-es kilométerszelvénye táján elhalad Baksa, Tengeri és Téseny hármashatára mellett, onnan e két utóbbi község határvonalát követi, de lakott területeit egyiknek sem érinti. 19,3 kilométer megtételét követően éri el Bogádmindszent északi határát, de itt egy darabon érinti Hegyszentmárton határszélét is, csak nagyjából egy kilométer után ér teljesen bogádmindszenti területre. A község belterületének csak a keleti részét érinti egy rövid szakasza, ott, a 21+850-es kilométerszelvénye táján egy elágazása is van: kelet felől beletorkollik az 5815-ös út, nyugat felé pedig kiágazik az 58 149-es számú mellékút a zsákfalunak tekinthető Ózdfalura.

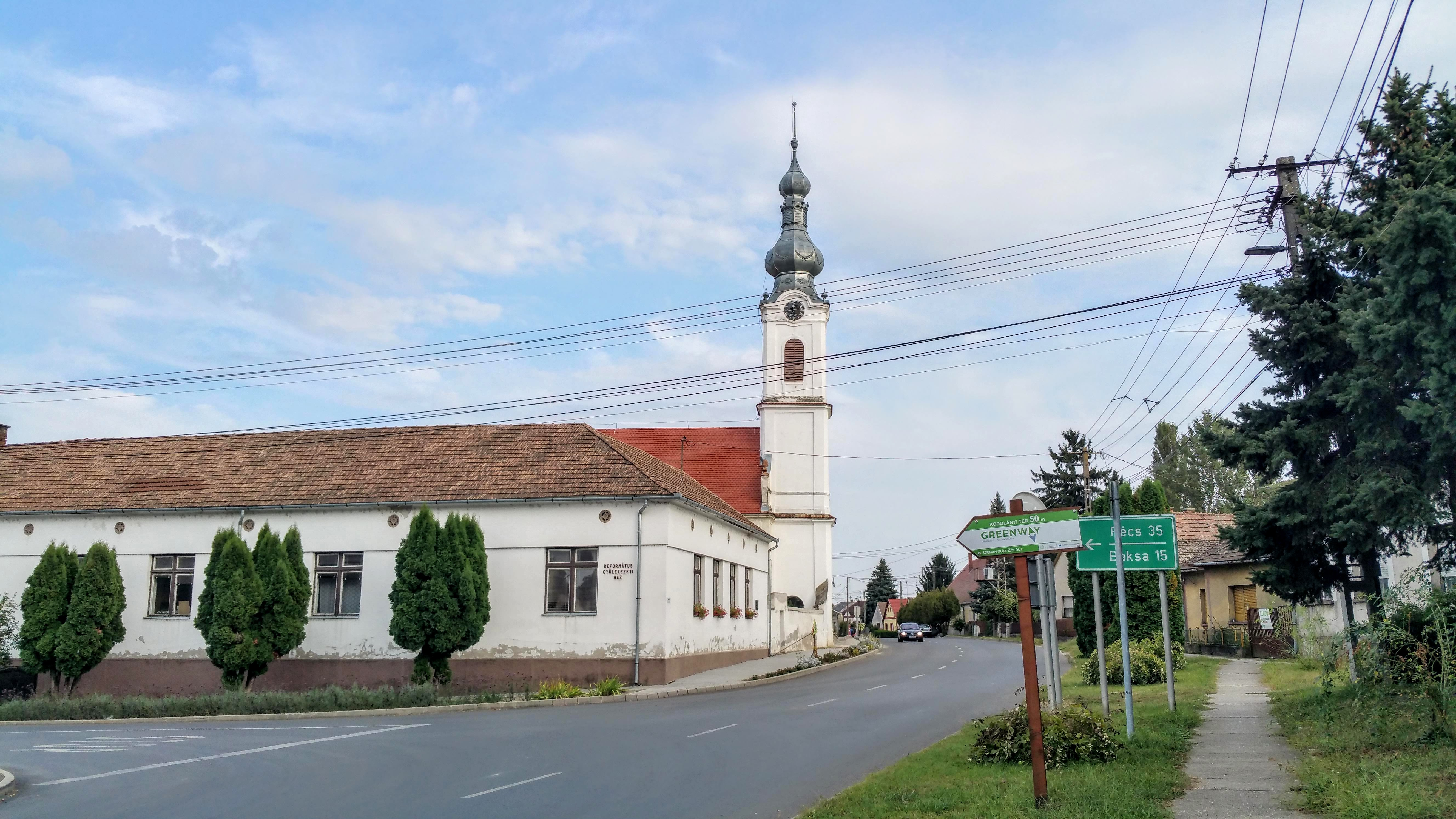
Az 5801-es út betorkollása (bal felől) az 5804-esbe Vajszló református temploma és parókiája mellett

A 23+250-es kilométerszelvényétől már Páprád határai közt jár, a korábbinál nyugatabbi irányt véve; a község belterületei közt mintegy fél kilométernyi szakasza húzódik, a 26. kilométere előtt, Kossuth Lajos utca néven. 27,4 kilométer után lépi át az útjába eső utolsó település, Vajszló határát, a lakott terület szélét pedig majdnem pontosan a 29. kilométerénél éri el, a Széchenyi utca nevet felvéve. 29,4 kilométer után szintben keresztezi a Középrigóc–Villány-vasútvonal vágányait, Vajszló vasútállomás térségének nyugati szélén, majd rögtön utána kiágazik belőle az állomást kiszolgáló 58 314-es számú mellékút (Vasút utca). Nem sokkal ezután, Vajszló központját elérve véget is ér, beletorkollva az 5804-es útba, annak a 22+150-es kilométerszelvénye közelében.
Teljes hossza, az országos közutak térképes nyilvántartását szolgáló kira.kozut.hu adatbázisa szerint 29,819 kilométer.

## Története
A Kartográfiai Vállalat 1970-es kiadású Magyarország autótérképe az utat már teljes hosszában kiépített, szilárd burkolatú (pormentes) útként tünteti fel; nem meglepő módon ugyanígy szerepel az 1990-es kiadású Magyarország autóatlaszában is.
2013-ban felújították a Görcsöny-Vajszló közti szakaszt, ami által a mindennapi igénybevételt jobban tűrő utat kapott a térség és javultak a közlekedési lehetőségek is Pécs, illetve az ormánsági települések között.

## Települések az út mentén
- Pécs
- Pellérd
- Görcsöny
- Baksa
- (Tengeri)
- (Téseny)
- (Hegyszentmárton)
- Bogádmindszent
- Páprád
- Vajszló